# フランツ・ベーア
フランツ・ベーア（Franz Behr, 1837年 - 1898年）は19世紀ドイツ・ロマン派音楽の作曲家。サロン用の歌曲やピアノ曲を大量に作曲し、当時は人気を誇ったが、現在では忘れられている。
出版された作品も数多く、作品番号つきだけでも582曲に上る。また、ジョルジュ・バックマン（Georges Bachmann）やウィリアム・クーパー（William Cooper）、シャルル・モルレもしくはチャールズ・モーリー（Charles Morley）、フランチェスコ・ドルソ（Francesco d'Orso）という偽名でも作品を発表した。作品の多くは、偽名で発表されたものも含めて何れもサロン用の性格的小品であり、《ジプシーのキャンプ》《鬼火》《妖精のワルツ》《ペルシオッタ、またはカタルーニャ風セレナード》《山岳の夕暮れの鐘》といったように詩的な（もしくは情景示唆的な）題名が付いている。また、《ブルガール人の行進》、マズルカ《花月》《上出来》、《王朝風のガヴォット》《大公夫人のガヴォット》、ワルツ《パリ》というように、舞曲によるものが目立っている。
こんにち唯一生き残ったベーア作品は、冗談ポルカ《笑う小娘 La rieuse,  polka badine ヘ長調》作品303である。これはセルゲイ・ラフマニノフによってヴィルトゥオーゾ向けの小品に編曲され、《W.R.のポルカ》として発表されたことにより、レパートリーとして余命を保つこととなった。